# Alex Chandre de Oliveira
Alex Chandre de Oliveira (født 21. december 1977, død 14. juni 2014) var en brasiliansk fodboldspiller.